# وسام أنطوان متى

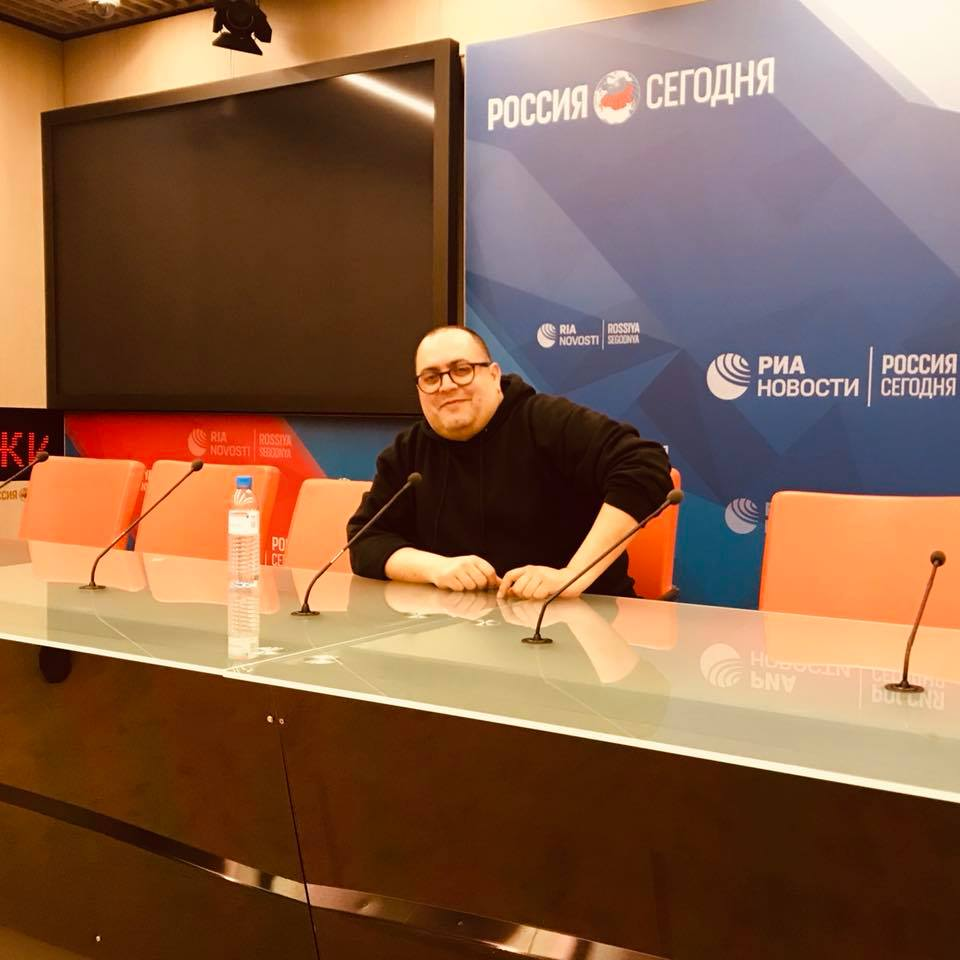
صورة للصحفي اللبناني وسام أنطوان متى

وسام أنطوان متى (و. 1977)، هو صحفي لبناني متخصص في الشؤون الدولية وخاصة الشأن الروسي وينشر بعض من ترجماته للصحافة الروسية في مواقع اخبارية لبنانية، وله طرح معادي للجماعات الإسلامية بشكل عام في مقالاته.

## المسيرة الصحفية
وُلد وسام متى في قرية ضبية الواقعة في قضاء المتن، لبنان عام 1977. وقد حصل على إجازة في الحقوق من الجامعة اللبنانية.
تتضمن مسيرته الصحفية:
- في هيئة تحرير مجلة 180 بوست.
- رئيس تحرير موقعي المسكوبية وبوسطجي.
- مراسل وكالة سپوتنيك الروسية في بيروت منذ عام 2016.
- محرر ثم رئيس القسم العربي والدولي في جريدة السفير (2006-2016).
- مستشار القسم العربي والدولي في جريدة الأخبار (2017-2018).
- إدارة قسم الأخبار في إذاعة صوت الشعب (2016).
- مساهمات في صحف ومواقع ومجلات عربية منها (المصري اليوم، باحث، النداء، رصيف 22)